# Elisabeth Dauthendey
Elisabeth Dauthendey (* 19. Januar 1854 in Sankt Petersburg; † 18. April 1943 in Würzburg) war eine deutsche Schriftstellerin. Erfolgreich war sie vor allem mit ihren Märchen und Novellen, die eine mythische bis mystische Phantasiewelt entwarfen. Weniger bekannt waren ihre Romane und ihr Essay Vom neuen Weibe und seiner Liebe (1900), die sich mit der Frauenfrage und dem Problem der Ehe auseinandersetzten.

## Leben
Elisabeth Dauthendey wurde am 19. Januar 1854 als jüngste von vier Töchtern des Hofphotographen von Zar Nikolaus I., Carl Dauthendey, und seiner Frau Anna, geb. Olschwang, die jüdischer Herkunft war, in Sankt Petersburg geboren. Als Elisabeth ein Jahr alt war, nahm sich die Mutter das Leben. Der Vater heiratete später Caroline Charlotte Friedrich. Dieser Ehe entstammt Elisabeth Dauthendeys Halbbruder, der Dichter Max Dauthendey.
Als Elisabeth knapp zehn Jahre alt war, kehrte die Familie nach Deutschland zurück und ließ sich in Würzburg nieder. Nach der Schule legte sie ein Lehrerinnenexamen ab und arbeitete zunächst bei Verwandten ihrer Mutter in Königsberg, dann in einer vornehmen Londoner Familie als Erzieherin. Aus gesundheitlichen Gründen kehrte sie nach einiger Zeit wieder nach Hause zurück. 1896 starb Dauthendeys Vater, und Elisabeth war von der mitunter strengen Aufsicht befreit. 1898 erschien ihr erster Roman Im Lebensdrange. Als Würzburger Lehrerinnen 1898 den Frauenbildungsverein „Frauenheil“ gründeten und 1899 einen Antrag auf den Besuch ausgewählter Vorlesungen an der Universität Würzburg stellten – das Frauenstudium war in Deutschland damals noch nicht allgemein zugelassen –, war Elisabeth Dauthendey unter den Antragstellerinnen. Die folgenden Jahre sind von mehreren Auslandsaufenthalten (v. a. in Italien) und Städtereisen (u. a. nach Paris, London, Berlin, Dresden, München) geprägt. In Würzburg lebte Dauthendey in einer Wohnung in der Semmelstraße 25 und arbeitete überwiegend als Hauslehrerin. Zwischen 1898 und 1934 erschienen insgesamt über zwanzig Bücher von ihr.
Als „Halbjüdin“ drohten Elisabeth Dauthendey ab 1933 Berufsverbot und Verfolgung durch die Nazis. Sie versuchte dieser Gefahr mit konsequenter schriftstellerischer Enthaltsamkeit zu begegnen, um keine Aufmerksamkeit auf sich zu ziehen. Die letzten Lebensjahre waren deshalb von erheblicher finanzieller Not gekennzeichnet. Sie starb in ihrem neunzigsten Lebensjahr. Ihr Nachlass, zu dessen Verwalter sie den befreundeten Gymnasiallehrer Dr. Michael Gerhard bestimmt hatte, verbrannte bis auf ein (von Gerhard 1976 publiziertes) Manuskript zu einer weiteren Märchensammlung bei dem großen Brand in Würzburg.

## Rezeption
In der Stadtleseaktion „Würzburg liest ein Buch“ im Sommer 2023 wurde Elisabeth Dauthendey wieder einer breiteren Öffentlichkeit bekannt gemacht. Neben etwa 80 Veranstaltungen, Lesungen, Ausstellungen und Vorträgen kam das  Theaterstück Hanna & Elisabeth von Ulrike Schäfer und Boris Wagner zur Aufführung, das den Einsatz Elisabeth Dauthendeys für die Frauenrechte in den Mittelpunkt rückte und Bezüge zur Gegenwart herstellte.

## Werke
Dauthendey, beeinflusst von der Philosophie Friedrich Nietzsches, befasste sich unter anderem mit psychologischen und ethischen Themen und ging auf das gewandelte Selbstverständnis der Frauen in ihrer Zeit ein.
- Im Lebensdrange. Roman, Minden i.W. (Bruns) 1898
- Vom neuen Weibe und seiner Liebe. Ein Buch für reife Geister, Berlin (Schuster&Loeffler) 1900
- Hunger. Novelle, Berlin (Schuster&Loeffler) 1901; 2. Auflage Nürnberg (Der Bund) 1923
- Zweilebig. Roman, Buchschmuck von Anna Baisch, Berlin (Schuster&Loeffler) 1901
- Im Schatten. Novellen, Berlin (Schuster&Loeffler) 1903
- Die schöne Mauvaine. Ein Königswille. Zwei romantische Balladen, 1904
- Die urnische Frage und die Frau, 1906
- Romantische Novellen, 1907
- Vivos voco, 1908 (8. Auflage 1923 u.d.T. Von den Ufern des Lebens). Neuauflage 2019, ISBN 978-3-7437-2971-1
- Das heilige Feuer, 1910
- Märchen, 1910
- Die Märchenwiese. Märchen, Geschichten und Gedichte, mit 4 farbigen Vollbildern und zahlreichen Textabbildungen von Luise von Geldern-Egmond, Braunschweig (Westermann) 1912
- Ein Abend und andere Novellen, 1914
- Von den Gärten der Erde. Ein Buch der tiefen Stille, 1917. Neuauflage 2021, ISBN 978-3-7437-3879-9
- Die goldne Stunde des Siegs, Berlin (Schuster&Loeffler) 1919
- Erotische Novellen, Berlin (Schuster&Loeffler) 1919. Neuauflage 2019, ISBN 978-3-7437-2969-8
- Märchen von heute, 1920
- Die heiligen Haine. Schätze, die uns blieben trotz des schweren Krieges bittrer Not, Berlin (Schuster&Loeffler) 1920
- Akeleis Reise in den goldenen Schuhen und andere Märchen, 1922
- Erla und die sieben Herrenhöfe. Erzählungen, 1923
- Intime Plaudereien über künstlerisches Schaffen und Genießen, 1924
- Die Teeprinzessin – Oper für die Jugend, Uraufführung 5. Dezember Würzburg 1926, Vertonung: Simon Breu
- Drei Schwiegermütter. Ein Schwank, 1927
- (Autorin u. a. in:) Für die Dämmerstunde. Neue Märchen und Geschichten, hrsg. von Walther Günther Schreckenbach, Fürth (Löwensohn) 1928
- Schlösser und Gärten am Main, mit Aufnahmen von Paul Wolff, Bielefeld und Leipzig (Velhagen&Klasing) 1932
- Märchen, aus dem Nachlaß hrsg. von Michael Gebhardt, Gerabronn und Crailsheim (Hohenloher) 1976, ISBN 3-87354-058-4
- Die Teeprinzessin. Ein Märchen. Mit Illustrationen von Renate Osthoff. Würzburg (Osthoff) 2020. ISBN 978-3-935998-26-0
- Frau Lollas sieben Lieben, aus: Erotische Novellen, illustriert und kommentiert von Jan J. Laurenzi, Norderstedt, 2021, ISBN 978-3-7460-6450-5
- Elisabeths Märchenbuch. Märchen für Jung und Alt von Elisabeth Dauthendey, hrsg. von Georg Hippeli. J. H. Röll-Verlag, 2021,  ISBN 978-3-89754-590-8
- Das Weib denkt. Essays, Novellen und Märchen einer frühen Frauenrechtlerin. Vorwort von Petra Zaus. Hrsg. und biographisches Nachwort von Daniel Osthoff unter Mitarbeit von Regina Frisch, Jörg Nellen, Ulla Rottmann und Peter Schmitt. Würzburg, Königshausen & Neumann 2023. ISBN 978-3-8260-7794-4